# (500148) 2012 DS45
(500148) 2012 DS45 es un asteroide perteneciente al cinturón de asteroides, descubierto el 13 de enero de 2008 por el equipo del Spacewatch desde el Observatorio Nacional de Kitt Peak, Arizona, Estados Unidos.

## Designación y nombre
Designado provisionalmente como 2012 DS45.

## Características orbitales
2012 DS45 está situado a una distancia media del Sol de 2,399 ua, pudiendo alejarse hasta 2,779 ua y acercarse hasta 2,020 ua. Su excentricidad es 0,158 y la inclinación orbital 3,023 grados. Emplea 1357,93 días en completar una órbita alrededor del Sol.

## Características físicas
La magnitud absoluta de 2012 DS45 es 18,3.